# Mycetomorpha
Mycetomorpha är ett släkte av kräftdjur. Mycetomorpha ingår i familjen Mycetomorphidae.
Mycetomorpha är enda släktet i familjen Mycetomorphidae.
Kladogram enligt Catalogue of Life:
| Mycetomorpha | \| \| Mycetomorpha vancouverensis \| \| \| \| \| \| Mycetomorpha vancouveriensis \| \| \| \| |
|              | \| \| Mycetomorpha vancouverensis \| \| \| \| \| \| Mycetomorpha vancouveriensis \| \| \| \| |
|              | Mycetomorpha vancouverensis                                                                  |
|              |                                                                                              |
|              | Mycetomorpha vancouveriensis                                                                 |
|              |                                                                                              |